# 黄卫东
黄卫东，西北工业大学教授，研究领域为金属高性能增材制造技术等。任中国铸造学会理事长，凝固技术国家重点实验室主任，中华人民共和国教育部第四批"长江学者"特聘教授。